# ジムレックス・ハカ
ジムレックス・ハカ（Jimrex Jaca、1983年6月16日 - ）は、フィリピンのプロボクサー。第31代OPBF東洋太平洋スーパーバンタム級王者。東ネグロス州ドゥマゲテ出身。

## 来歴
2000年6月4日、セブ州セブ市でデビュー戦を行い、2回TKO勝ちを収めた。
2001年10月20日、セブ州セブ市のウォーターフロント・セブシティ・ホテル&カジノでアルフレン・ブララとフィリピンGABバンタム級王座決定戦を行い、3-0の判定勝ちを収め王座獲得に成功した。
2002年7月26日、セブ州セブ市のウォーターフロント・セブシティ・ホテル&カジノでフィリピンGABスーパーバンタム級王者ディノ・オリベッティと対戦し、2回1分56秒KO勝ちを収めGAB王座の2階級制覇を果たした。
2002年11月15日、北スリガオ州スリガオでジョエル・ジュニオと対戦し、3-0（114-113、117-110、117-115）の判定勝ちを収め初防衛に成功した。
2003年3月15日、東ネグロス州ドゥマゲテでペドリト・ローレンテと対戦し、3-0の判定勝ちを収め2度目の防衛に成功した。
2004年1月30日、セブ州セブ市のウォーターフロント・セブシティ・ホテル&カジノでOPBF東洋太平洋スーパーバンタム級王者ペドリト・ローレンテと対戦し、3-0（117-110、119-109、116-111）の判定勝ちを収め10ヵ月ぶりの再戦を制し、王座獲得に成功した。
2004年5月30日、石川県産業展示館でOPBF東洋太平洋スーパーバンタム級8位の國見泰央と対戦する予定だったが、ハカに前日計量で体重超過があり王座を剥奪された為、國見が勝てば王座を獲得するという条件で試合が行われ、プロ初黒星となる7回1分50秒KO負けを喫した。
2004年10月17日、石川県産業展示館で坂下勇とノンタイトル10回戦を行い、6回1分56秒、2-0（49-48、48-47、48-48）の負傷判定勝ちを収めた。
2005年11月25日、南レイテ州マーシンでサムエル・デュランとフィリピンGABスーパーフェザー級王座決定戦を行い、2回2分44秒TKO勝ちを収めGAB王座の3階級制覇となった。
2006年5月20日、後楽園ホールで本望信人とOPBF東洋太平洋スーパーフェザー級王座決定戦を行い、0-3（114-117、113-116、112-116）の判定負けを喫しOPBF王座の2階級制覇に失敗した。
2006年7月2日、ケソンのアラネタ・コロシアムでヘクター・ハビエル・マルケスと対戦し、7回2分8秒、3-0（3者とも60-53）の負傷判定勝ちを収めた。
2006年11月25日、テキサス州ヒダルゴ郡イダルゴのドッジ・アリーナでWBO世界フェザー級暫定王者ファン・マヌエル・マルケスと対戦し、9回2分48秒KO負けを喫し王座獲得に失敗した。
2007年2月24日、セブ市スポーツセンターでWBOアジア太平洋スーパーフェザー級王者シムソン・ブタブタと対戦し、7回2分2秒KO勝ちを収め王座獲得に成功した。
2007年8月25日、パシッグのSMスーパーセンター・パシッグで宮城竜太と対戦し、2回2分17秒、負傷判定で引き分けたが初防衛に成功した。
2007年11月14日、パシッグのSMスーパーセンター・パシッグで宮城竜太とノンタイトル10回戦を行い、初回2分36秒、負傷判定で引き分けた。
2008年3月15日、後楽園ホールで長嶋建吾と134ポンド契約10回戦を行い、0-3（94-97、94-96、94-95）の判定負けを喫した。
2008年6月27日、パッタヤーでヨーサナン・ソー・ナンタチャイとノンタイトル10回戦を行い、6回1分36秒TKO負けを喫した。
2008年10月22日、ノンタブリー県のスコータイ・タマティラート・オープン大学でABCOライト級王者サダム・キェッヨンユッと対戦し、2回2分41秒TKO負けを喫し王座獲得に失敗した。
2013年5月15日、セブ州セブ市のウォーターフロント・セブシティ・ホテル&カジノでホセ・エミリオ・ペレアとWBOオリエンタルスーパーライト級王座決定戦を行い、3-0（116-110、2者が115-112）の判定勝ちを収め王座獲得に成功した。
2014年2月28日、後楽園ホールで元日本スーパーライト級王者岩渕真也と141ポンド契約8回戦を行い、7回45秒TKO負けを喫した。
2014年6月21日、セブ州セブ市のウォーターフロント・セブシティ・ホテル&カジノで小竹雅元とノンタイトル8回戦を行い、3回1分15秒負傷判定で引き分けた。
2015年3月16日、後楽園ホールで元日本ライト級王者近藤明広とノンタイトル8回戦を行い、4回2分45秒TKO負けを喫した。

## 獲得タイトル
- フィリピンGABバンタム級王座
- フィリピンGABスーパーバンタム級王座
- 第31代OPBF東洋太平洋スーパーバンタム級王座（防衛0）
- フィリピンGABスーパーフェザー級王座
- WBOアジア太平洋スーパーフェザー級王座
- WBOオリエンタルスーパーライト級王座